# Ninja-tō
A ninjatō (忍者刀), ninjaken (忍者剣), ou shinobigatana (忍刀), era supostamente a espada preferida dos ninjas no Japão Feudal, porém não existem referencias históricas que provem isso. É descrita por praticantes ninjutsu modernos (incluindo Masaaki Hatsumi e Stephen K. Hayes) como a arma do ninja, e é comumente usada na cultura popular. Replicas dessa espada são também expostas no Museu Ninja de Iga-ryu em Iga, no Japão, desde que foi aberto nos anos 60.

## Historia
Pela falta de qualquer evidencia física da existência de Ninjatos como normalmente mostradas, desde o Periodo Sengoku até o Periodo Edo, a historia da arma só pode ser traçada de forma precisa a partir do século 20.
- 1956: A primeira fotografia de uma espada de lamina reta apareceu numa revista japonesa chamada Ninjustu, por Heishichiro Okuse.[8][9]

- 1964: O Museu Ninja de Igar-ryu abre, com replicas de tais espadas.[5] E no mesmo ano, aparece na quarta e quinta parte da serie Jidaigeki de filmes japoneses.

- 1973: Propagandas vendendo espadas ninjas aparecem na revista americana Black Belt.[10]

- 1981: São publicados livros contendo referencias a espada escritos por Masaaki Hatsumi,[2] e Stephen K. Hayes,[3] um escritor americano que estudou com Hatsumi em 1975.[11]

- 1983: O primeiro filme de Hollywood em que uma ninjato aparece é lançado, A Vingança do Ninja.

## Aparência

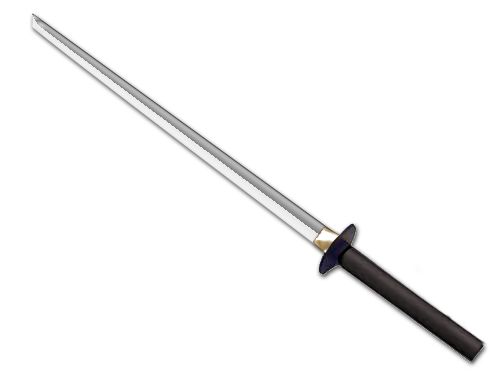
Renderização de uma Ninjato

A ninjatō é normalmente descrita como sendo uma espada curta com lamina reta, tal como uma shikomizue, com uma tsuba, a guarda, normalmente mais larga que a media e quadrada, normalmente uma é tsuba redonda. Usualmente com um tamanho de menos que 60 cm, o restante da espada é comparativamente "Grosso, pesado e reto". Apesar da disputa histórica em relação a existência da ninjato, Hayes, o escritor de The Lore of the Shinobi Warrior, descreve ela em detalhe, e sugeri que a ninjato padrão vem do fato do ninja ter que forjar sua própria arma de pedaços de ferro ou aço com o fio sendo afiada numa pedra, com laminas retas mais fáceis de se fazer que a katana curva tradicional, que é discutível levando em conta que a curva é formada de forma não proposital no processo de tempera, não de forja. A segunda razão que ele descreve é que uma tentativa de replicar uma divindade Budista padroeira dos ninjas, Fudo Myo-oh, que é mostrado com uma espada curta e reta. Outra teoria para o tamanho e forma da ninjato é o seu uso hipotético como ferramenta.

## Uso
Devido a falta de evidencia histórica da existência da ninjato, técnicas para o uso são especulativas. Em filmes e similares, a ninjato é descrita como sendo mais curta que uma katana mas são utilizadas de forma quase idêntica. Livros e outros materiais escritos descrevem varias formas de se usar a ninjato, incluindo "técnicas de saques rápidos focados em puxar a espada em cortes usados simultaneamente para ataque e defesa", técnicas de "perfuração e esgrima", empunhando-a do contrario entre outras.
A bainha é normalmente usada pra inúmeras coisas, desde de como um tubo para respiração ou para ouvir conversas secretamente. Sendo normalmente maior que a própria espada para esconder objetos. Mas esses usos aparecem apenas em livros modernos de Ninjustu e filmes.